# طولانی‌ترین فاصله
طولانی‌ترین یارد یا طولانی‌ترین فاصله (انگلیسی: The Longest Yard) فیلمی در ژانر کمدی-درام به کارگردانی پیتر سگال است که در سال ۲۰۰۵ به نمایش درآمد.

## چکیده داستان
پل کرو بازیکن سابق فوتبال آمریکایی است که حتی عنوان بهترین بازیکن لیگ ان اف ال را نیز به دست آورده است. با این حال او گویا به دلیل باخت عمدی در یک بازی از لیگ اخراج می شود. چند سال بعد، به دنبال برخی مشکلات با دوست دخترش،  از زندان سر درمی آورد. رِئیس زندان او را مجبور می کند تا بپذیرد تیم فوتبال آمریکایی مرکب از نگهبانان زندان را که در لیگ نیمه حرفه ای پیشرفتی داشته، کمک کند. برای انجام این کار، پل کرو تیم فوتبالی مرکب از زندانیان تشکیل می دهد ...

## بازیگران
- آدام سندلر
- کریس راک
- برت رینولدز
- نلی
- بیل گلدبرگ
- تری کروس
- نیکولاس تورتورو
- ویلیام فیکنر
- جیمز کرامول
- دیوید پاتریک کلی
- کوین نش
- کورتنی کاکس
- راب اشنایدر
- استیو آستین
- گریت کالی
- ادوارد بانکر
- کلوریس لیچمن
- کنراد گود